# David Harvey (luthier)
Pour les articles homonymes, voir David Harvey (homonymie) et Harvey.
David Harvey est un virtuose de la mandoline et un maître luthier américain. Depuis avril 2008, il supervise la production de mandolines, de banjos, et de dobros de la division instruments acoustiques de la marque Gibson, et anime, à ce titre des ateliers de réparations d'instruments et des démonstrations chez les revendeurs. Il y exerce aussi des fonctions de recherche et de développement en matière de réparation ou de reproduction d'instruments anciens qui avaient été produits par cette compagnie de lutherie.

## Biographie

### Carrière musicale
David Harvey est le fils du virtuose de la mandoline bluegrass Dorsey Harvey. Il a grandi parmi les musiciens qui composaient l'entourage professionnel de son père, notamment Red Allen, avec lequel il fit lui-même ses débuts à l'âge de 14 ans, Frank Wakefield, et les frères Osborne. Il commença à apprendre la mandoline à l'âge de 11 ans, et ajouta la Guitare acoustique et le Violon plus tard à ses compétences.
Pendant les années où il résida à Colorado Springs, il y fut le Mandoliniste et le violoneux du Reasonable Band.
En 1985, il fut recruté par Larry Sparks et devint pendant quatre ans un membre des Lonesome Ramblers.
En 1989, David Harvey forma avec Jan Harvey, son épouse, et Jill Snider, la sœur de celle-ci, le groupe Wild and Blue.
En 2000, après la naissance de sa fille Emma Harvey, et la dissoulution de Wild and Blue, il s'associa avec Larry Cordle, et ils réinventèrent ensemble le groupe Lonesome Standard Time.
En octobre 2001, fatigué par les tournées et désireux de consacrer plus de temps à sa famille, David Harvey quitta Lonesome Standard Time pour former un duo avec son vieil ami Harley Allen.
De 2002 à 2007, il participa aux enregistrements et aux tournées de l'orchestre de Clair Lynch.

### Carrière de luthier
David Harvey apprit à construire et à réparer des instruments, à la fin des années 1970, auprès du maître luthier John Ramsey du Folklore Center Il y apprit notamment comment fabriquer des dulcimers.
À l'issue de cette expérience dans le Colorado, David Harvey poursuivit son apprentissage chez un fabricant de violons. Puis il créa et géra l'atelier About Music à Indianapolis, où il acquit l'estime des principaux fabricants d'instruments à cordes.
En 1995, il s'installa à Nashville où il trouva un emploi chez National Guitar Repair où son expertise lui permit de rencontrer ou de servir des clients comme Chris Thile, Bobby Osborne, Ricky Skaggs, Sam Bush, Buck White, Alan Bibey, Roland White, Hershel Sizemore, Ronnie McCoury, Stuart Duncan, Aubrey Haynie, Mark O'Connor, Alison Krauss, et Glen Duncan.
David Harvey est aussi l'inventeur et le fabricant de « David's Jubilee Polish », une crème d'entretien des instruments.
Le 14 avril 2008, David Harvey a rejoint la division instruments acoustiques de Gibson (Gibson Original Acoustic Instruments Division - GOAI) en tant que maître luthier.